# Cinnamomum esquirolii
Cinnamomum esquirolii là loài thực vật có hoa trong họ Nguyệt quế. Loài này được H.Lév. miêu tả khoa học đầu tiên năm 1915.